# بكا (لبنان)
بكا أو بكاسين هي إحدى القرى اللبنانية من قرى قضاء راشيا في محافظة البقاع، وتقع بكاسين في جنوب لبنان على بعد 70 كيلومترًا من بيروت، وتشتهر بغابات الصنوبر المثمرة التي تعتبر الأكبر في الشرق الأوسط.
تعد الغابة مصدرًا اقتصاديًا مهمًا بفضل جني الصنوبر، كما تتميز القرية بمنازلها التراثية والجسور العثمانية القديمة. تشتهر كنيسة القديسة تقلا في البلدة، التي بنيت في أوائل القرن الماضي، وتستضيف مهرجانًا سنويًا يجذب أكثر من 20 ألف زائر.

## سبب الشهرة
أعلنت وزارة السياحة اللبنانية في ديسمبر 2022 عن فوز بلدة بكاسين كواحدة من أفضل القرى السياحية في العالم، في إطار النسخة الأولى من المبادرة التي أقيمت على هامش الدورة الـ24 للجمعية العامة لمنظمة السياحة العالمية (UNWTO) في مدريد.
تم اختيار بكاسين من بين أكثر من 170 قرية من 75 دولة، وذلك تقديرًا لمكانتها كوجهة سياحية ريفية بارزة تجمع بين الأصول الطبيعية والثقافية. وأشارت الوزارة إلى أن هذا الإنجاز يعكس التزام البلدة بالابتكار والاستدامة في مختلف المجالات الاقتصادية، الاجتماعية، والبيئية، بالإضافة إلى حفاظها على القيم المجتمعية وأنماط الحياة التقليدية التي تعزز من تميزها السياحي.